# Elbasani vár
Az elbasani vár (albánul: Kalaja e Elbasanit) a 4. században épült, majd a 6. században megerősített római castrum alapjaira 1466-ban épült oszmán kori vár az albániai Elbasan városközpontjában. Albánia kevés síksági erődjeinek egyike, amely katonai jelentőségét 1832-es leszerelésekor és részleges lebontásakor veszítette el. A déli várfal, annak tornyai és kapuja teljes egészében, keleti és nyugati falai részlegesen maradtak fenn.

## Története

### Ókor
Az i. e. 168. évi harmadik római–illír háborúval, Illíria római leigázásával az i. e. 2. század második felében megindult az Adriai-tenger partvidékét Büzantionnal összekötő út, a Via Egnatia építése. Ezen létesítettek a mai Elbasan helyén egy mansiót, vagyis állomáshelyet Scampis vagy Scampa néven. A régészeti ásatások alapján az i. sz. 1. században már közigazgatásilag Dyrrhachiumhoz tartozó vicus volt a település. A 4. században a rómaiak katonai céllal castrumot építettek Scampisban, amely egy egész légió állomásoztatására alkalmas volt. Az erődített várost a 4. századtól már olyan térképeken is ábrázolták, mint az Itinerarium Burdigalense (Scampis) és a Tabula Peutingeriana (Hiscampis).

### Középkor
A Római Birodalom összeomlását követően bizánci fennhatóság alá került Scampis feltehetőleg az 5. században püspöki székhely lett. A két évszázados római castrumot I. Iusztinianosz bizánci császár idejében (ur. 527–565) megerősítették, és Szkeminitész néven szerepelt az általa újjáépíttetett Epirus Nova-i erődítések listájában. A 6. századi földrajztudós, Hieroklész munkájában még fontos városként és püspöki székhelyként említette a várost, de a meg-megismétlődő, elsősorban a szlávokhoz, a bolgárokhoz köthető támadások következtében talán a 7. században, de legkésőbb a 9. században elnéptelenedett.

### Oszmán hódoltság

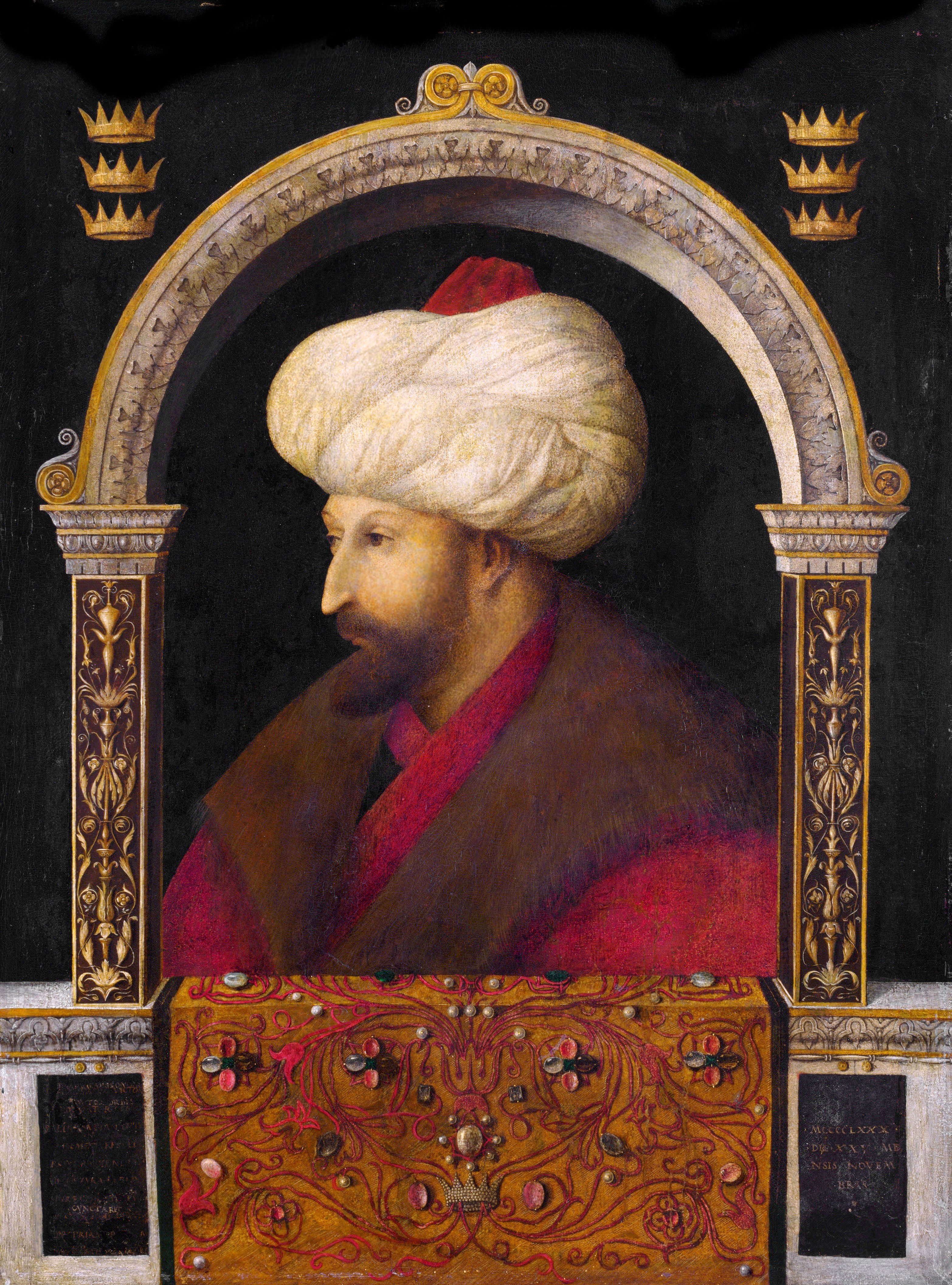
A várépíttető II. (Hódító) Mehmed (Gentile Bellini, 1480)

A Nyugat-Balkánon terjeszkedő Oszmán Birodalom uralkodója, II. Mehmed 1466-ban a bizánci alapokon újjáépíttette a várat, és az így birtokba vett település az Ilbaszan (modern török İlbasan) vagy Ilibaszan nevet kapta, amelynek jelentése ’erős v. erődített hely; erődítés’. A déli várkapu boltívébe beépített, II. Mehmetet dicsőítő emlékkő arról is tanúskodik, hogy a vár építésze egy bizonyos Jusufi volt, és a munkálatok mindössze egy hónapot vettek igénybe 1466 nyarán. A vár és a körülötte kialakuló település a 16. századtól az Ilbaszani szandzsák székhelye, erőteljes iszlám kultúrával rendelkező fontos kereskedelmi és kézműipari központ, az albán lakta területek egyik legjelentősebb települése lett. Az 1770-es években az iskodrai szandzsákbég, Mehmed Bushatlliu pasa, majd 1811-ben Ali Tepeleni pasa vonta fennhatósága alá a várat. Legyőzése után tíz évvel, 1832-ben Resid Mehmed pasa, a szultán nagyvezíre parancsára leszerelték és részben lerombolták az ilbaszani erődöt. Ezt követően a várnegyed (Kalaja) az ilbaszani görögkeletiek városnegyede lett.

## Leírása
A római és bizánci alapokra épített elbasani vár – a peqini és a bashtovai vár mellett – az Albániában ritka síksági erődök egyike. A várat 1987–1988-ban Ylli Cerova mérte fel régészeti szempontból. A délnyugati sarokbástyánál végzett ásatás során egy római kori barakk, egy 4–5. századi ókeresztény templom alapjaira bukkantak, valamint 4–6 méternyi kultúrréteget tártak fel, amelynek négy megtelepedési korszakát különítették el: 3–4. század, 5–6. század, 11–15. század, oszmán korszak.

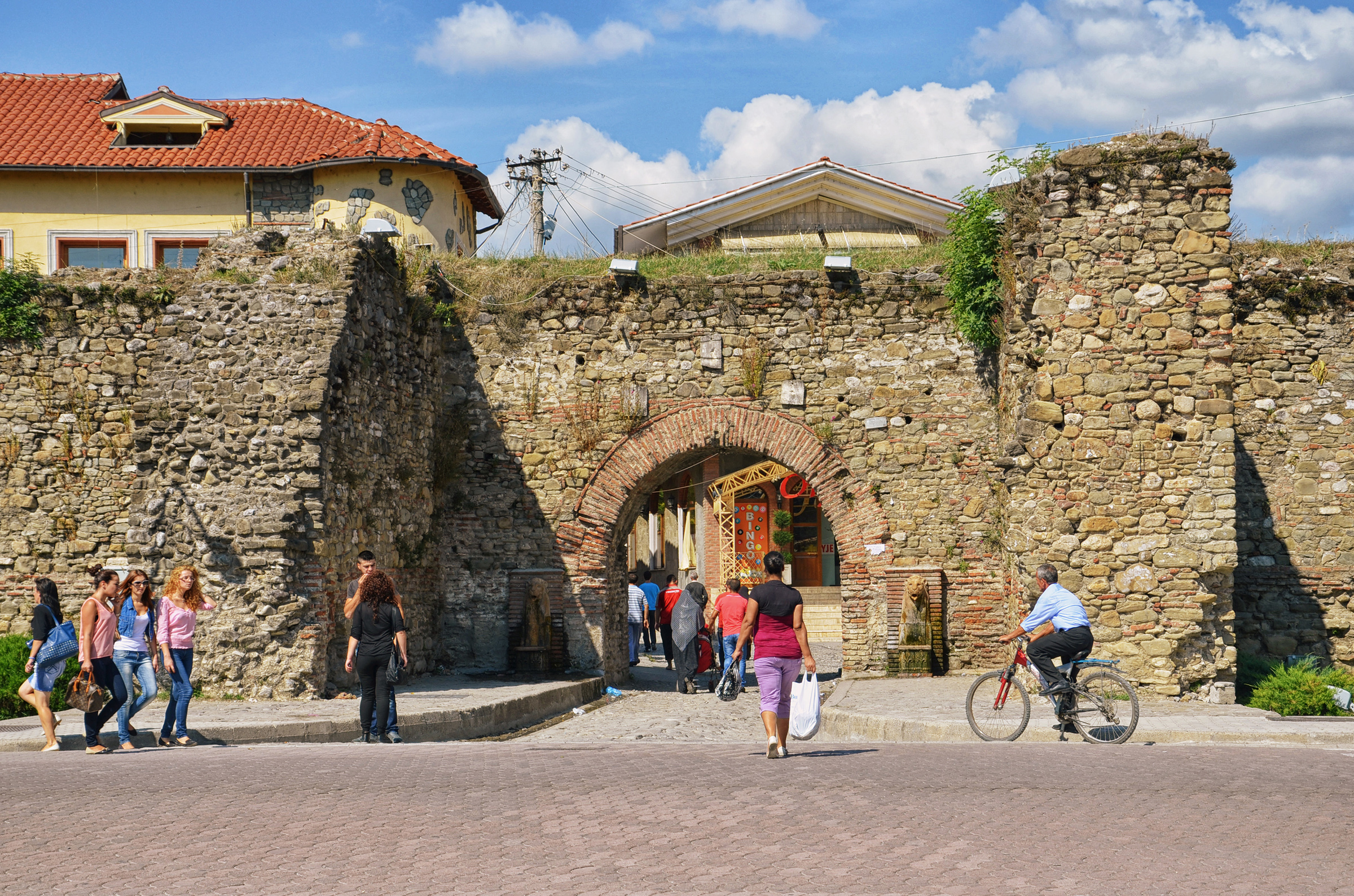
A Bazárkapu (2013)

A 4. században az eredeti castrum falát a közeli folyó medréből nyert kövekből, habarcskötéssel húzták fel. A négyszögletes alaprajzú, nagyjából 300 x 300 méteres erődítést kelet–nyugati irányban szelte át a Via Egnatia, amely így az ortogonális szerkezetű város decumanus maximusa lett, erre merőlegesen húzódott a déli városkapun át a castrumot elhagyó cardo maximus. A három – nyugati, keleti és déli – fő városkaput egy-egy félkör alaprajzú torony szegélyezte kétoldalról, a castrum négy sarkán körbástyák, a fal hosszában pedig 40-50 méterenként további tornyok biztosították a védelmet; ezek száma összesen húsz volt. A fal belső részén boltozatos kőlépcsők vezettek a tornyokba és a falra, kívülről pedig egy alacsonyabb védőfal (proteichisma) és egy mély, kövekkel bélelt vizesárok szegélyezte a falat. Két évszázaddal később a bizánciak opus mixtum technikával erősítették meg, azaz a korábbi kőfalat téglasorokkal magasították meg. 1466-ban az oszmán vár falait részlegesen az ókori erőd alapjaira építették, de területe némileg megnövekedett: az oldalfalak hossza 362 × 327 méter lett. Ezzel párhuzamosan a tornyok száma is megnövekedett, huszonnyolc torony biztosította a vár védelmét. A korábbiak helyén megmaradt a három városkapu, melyek közül idővel a város bazárjára kijárást biztosító déli Bazárkapu lett a legfontosabb. A kapu fölötti emeleten épült fel Ilbaszan első muszlim imaháza, a minaret nélküli Mehmet szultán mecset, amely mára elpusztult.
Napjainkra a déli fal teljes hosszában és 9 méteres magasságban, két sarokbástyájával, hat tornyával és a Bazárkapuval együtt teljes épségben megőrződött, ezen kívül részlegesen állnak a délkeleti és a nyugati oldal falai. A várnegyed nevezetes építészeti emlékei az 1492-ben felépült Király-mecset (Xhamia e Mbretit), a 17. századi Öregfürdő (Hamami i Vjetër), valamint az 1868-ban befejezett ortodox Szűz Mária-templom (Kisha e Shën Mërisë). Ez utóbbi templom kertjében áll a város szülötte, a 19. századi Biblia-fordító, Kostandin Kristoforidhi síremléke és mellszobra. A déli várfalon egy korábbi, a 17. században épített torony helyén 1898-ban 30 méter magas óratornyot építettek, a fal külső oldalán pedig a 21. század elején sétányt alakítottak ki emlékművekkel és neves elbasaniak szobraival. A délnyugati bástyánál korábban végzett régészeti feltárás helyén ma étterem áll, amelynek parkjában megtekinthetőek egy római kori barakk (esetleg lakóház) alapjai, pogány sírkövek, egy kora keresztény bazilika oszlopfői, valamint néhány oszmán kori sírkő.